# Rechsteineria blassii
Rechsteineria blassii là một loài thực vật có hoa trong họ Tai voi. Loài này được (Regel) Kuntze miêu tả khoa học đầu tiên năm 1891.